# Kjell Landström
Kjell Landström, född 5 mars 1952, är en svensk före detta professionell ishockeyspelare (center).
Han har spelat ishockey i Sveriges högsta division med Södertälje SK (1970-1974) och Skellefteå AIK (1974-1977).